# Батьки і діти (роман)
«Батьки і діти» (рос. Отцы и дети, старий правопис Отцы и дѣти) — роман російського письменника Івана Тургенєва (1818—1883), написаний у 1860-ті роки.
Роман став знаковим для свого часу, а образ головного героя Євгенія Базарова був сприйнятий молоддю як приклад для наслідування. Такі ідеали, як безкомпромісність, відсутність преклоніння перед авторитетами і старими істинами, пріоритет корисного над прекрасним, були сприйняті людьми того часу і знайшли відображення у світогляді Базарова.

## Сюжет
Дії в романі відбуваються влітку 1859 року, тобто напередодні селянської реформи 1861 року. Базаров і Аркадій Кірсанов приїжджають в Мар'їно і якийсь час гостюють у Кірсанових (батька і дядька Аркадія). Напружені взаємини зі старшим Кірсановим змушують Базарова покинути Мар'їно і відправитися в губернію. Аркадій їде з ним.
Базаров з Аркадієм проводять час в компанії місцевої «прогресивної» молоді (Кукшин, Ситников). Потім на балу у губернатора знайомляться з Одінцовою. Базаров з Аркадієм їдуть у Нікольське, маєток Одинцової, в місті залишається уражена ними пані Кукшина. Базаров і Аркадій, захоплені Одинцовою, проводять деякий час в Нікольському. Після невдалого пояснення в любові, злякавшись Одинцова, Базаров змушений виїхати. Він їде до своїх батьків (Василя і Арини Базарових), разом з ним їде Аркадій.
Базаров разом з Аркадієм гостює у своїх батьків. Втомившись від проявів батьківської любові, Базаров залишає збентежених батька і матір, і разом з Аркадієм їде назад в Мар'їно. По дорозі вони ненавмисно заїжджають у Нікольське, але, зустрівши холодний прийом, повертаються в Мар'їно.
Базаров живе деякий час в Мар'їно. Фліртує з Фенічкою, матір'ю позашлюбного сина Миколи Петровича Кірсанова, і через неї стріляється на дуелі з Павлом Петровичем. Аркадій, повернувшись у Мар'їно, один їде в Нікольське і залишається у Одинцової, все більш і більш захоплюючись її сестрою Катею. Остаточно зіпсувавши відносини зі старшим Кірсановим, Базаров теж їде в Нікольське. Базаров вибачається перед Одинцовою за свої почуття. Одинцова приймає вибачення, і кілька днів Базаров проводить в Нікольському. Аркадій освідчується Каті в коханні. Назавжди попрощавшись з Аркадієм, Базаров знову повертається до своїх батьків. Живучи вдома, Базаров допомагає батькові «лікувати хворих» і вмирає від тифу. Перед смертю востаннє бачиться з Одинцовою, яка приїжджає до нього на його прохання.
Аркадій Кірсанов одружується на Каті, а Микола Петрович — на Фенечці. Павло Петрович назавжди їде за кордон.

### Тлумачення фіналу
Велич Базарова Тургенєв показав під час його хвороби, перед лицем смерті. У промові вмираючого біль від свідомості близького неминучого кінця. Кожна репліка, звернена до Одинцової, — згусток духовних страждань:
|  | Ви подивіться, що за потворне видовище: черв'як напіврозчавлений, а ще настовбурчується. Адже теж думав: закінчу багато справ, не помру, куди! завдання є, адже я гігант! .. Я потрібен Росії … Ні, видно, не потрібний. Та й хто потрібен? Знаючи, що помре, він втішає батьків, виявляє чуйність до матері, приховуючи від неї загрожуючу небезпеку, звертається з передсмертним проханням до Одинцової — подбати про старих: «Адже таких людей, як вони, у вашому великому світлі вдень з вогнем не знайти …» |

Стійкість його матеріалістичних і атеїстичних поглядів проявилися у відмові від сповіді, коли він, поступаючись благання батьків, погодився прийняти причастя, але тільки в несвідомому стані, коли людина не відповідає за свої вчинки. Писарєв відзначав, що перед лицем смерті «Базаров стає кращим, людянішим, що є доказом цілісності, повноти та природного багатства натури». Який не встиг реалізувати себе в житті, Базаров лише перед обличчям смерті позбувається своєї нетерпимості і вперше по-справжньому відчуває, що реальне життя набагато ширше і багатогранніше, ніж його уявлення про нього. У цьому полягає головний зміст фіналу. Про це ж писав сам Тургенєв:
|  | Мені мріялась фігура похмура, дика, велика, яка до половини виросла з ґрунту, сильна, злісна, чесна — все-таки приречена на загибель, — тому що вона все-таки ще напередодні майбутнього . |

## Герої

### Головні герої
- Євген Васильович Базаров — нігіліст (скептично ставиться до любові, вважає марним мистецтво, заперечує загальноприйняту мораль, релігію), студент, навчається на лікаря. У нігілізмі він — наставник Аркадія, протестує проти ліберальних ідей братів Кірсанових і консервативних поглядів своїх батьків. Революціонер, різночинець. До кінця роману він закохується в Одинцову, зраджуючи своїм нігілістичним поглядам на любов. Любов виявилася випробуванням для Базарова. Помирає від зараження крові наприкінці роману.
- Микола Петрович Кірсанов — поміщик, ліберал, батько Аркадія, удівець. Любить музику і поезію. Цікавиться прогресивними ідеями, у тому числі в сільському господарстві. На початку роману він соромиться своєї любові до Фенечки, жінці з простого народу, але потім одружується на ній.
- Павло Петрович Кірсанов — старший брат Миколи Петровича, відставний офіцер, аристократ, гордий, самовпевнений, затятий прихильник лібералізму. Часто сперечається з Базаровим про любов, природу, аристократію, мистецтво, науку. Самотній. У молодості пережив трагічну любов. Бачить в Фенечці Княгиню Р., в яку був закоханий. Ненавидить Базарова і викликає його на дуель, на якій отримує легке поранення в «стегно».
- Аркадій Миколайович Кірсанов — недавній дипломований фахівець Санкт-Петербурзького університету і друг Базарова. Стає нігілістом під впливом Базарова, але потім відмовляється від цих ідей.
- Василь Іванович Базаров — батько Базарова, відставний армійський хірург. Небагатий. Управляє маєтком дружини. У міру освічений, відчуває, що сільське життя залишило його в ізоляції від сучасних ідей. Дотримується в цілому консервативних поглядів, релігійний, безмірно любить сина.
- Арина Власівна — мати Базарова. Саме їй належить село Базарових і 22 душі кріпаків. Побожна послідовниця православ'я. Дуже забобонна. Недовірлива і сентиментально-чутлива. Любить свого сина, глибоко стурбована його зреченням від віри.
- Ганна Сергіївна Одинцова — багата вдова, яка приймає друзів-нігілістів у своєму маєтку. Симпатизує Базарову, але після його визнання не відповідає взаємністю. Вважає спокійне життя без хвилювань найважливіше, в тому числі важливіше любові.
- Катерина Сергіївна Локтєва[4] — сестра Ганни Сергіївни Одинцової, тиха, непомітна в тіні сестри дівчина, грає на клавікордах. З нею Аркадій проводить багато часу, знемагаючи від любові до Анни. Але пізніше усвідомлює свою любов саме до Каті. Наприкінці роману Катерина виходить заміж за Аркадія.

### Інші герої
- Дуняша — служниця при Фенечці.
- Віктор Ситников — знайомий Базарова і Аркадія, прихильник нігілізму. Належить до того розряду «прогресистів», які відкидають будь-які авторитети, ганяючись за модою на «вільнодумство». Він толком нічого не знає і не вміє, проте в своєму «нігілізмі» залишає далеко за собою і Аркадія, і Базарова. Базаров Ситникова відверто зневажає.
- Кукшина — знайома Ситникова, яка, як і він, є псевдоприбічником нігілізму.
- Петро — слуга Кірсанових.
- Княгиня Р. (Неллі) — кохана Павла Петровича Кірсанова.
- Матвій Ілліч Колязін — чиновник у Місті.
- Фенічка — мати дитини Миколи Петровича. Вона стала приводом для дуелі між Базаровим і Павлом Петровичем Кірсановим, так як Базаров, заставши Фенечку одну, міцно цілує її, а випадковим свідком поцілунку стає Павло Петрович, якого до глибини душі обурює вчинок «цього волохатого», він особливо обурюється ще й тому, що йому здається: у Фенечці є щось спільне з княгинею Р. (Неллі), отже за законами честі відбувається дуель. Наприкінці Фенічка стала дружиною Миколи Петровича Кірсанова.

## Екранізації
- 1915 — Батьки і діти (реж. В'ячеслав Вісковський)
- 1958 — Батьки і діти (реж. Адольф Бергункер, Наталія Рашевска)
- 1974 — Батьки і діти (реж. Аліна Казьміна, Євген Симонов)
- 1983 — Батьки і діти (реж. В'ячеслав Нікіфоров)
- 2008 — Батьки і діти (реж. Авдотья Смирнова)